# Escuadrón de combate
Escuadrón de combate, cuyo título original es Fighter Squadron, es una película bélica del año 1948, dirigida por Raoul Walsh y protagonizada por Edmond O'Brien, Robert Stack, Henry Hull y Rock Hudson. La película tuvo un guion de Seton I. Miller y Martin Rackin, mientras que la producción corrió a cargo de la compañía Warner Bros.
Trata sobre los aviadores estadounidenses destinados en una base aérea en terreno británico. Cuando uno de ellos, especialmente indisciplinado, recibe el mando del escuadrón, la proximidad del Día D y problemas personales causarán que se incremente la tensión.